# John Elway Stadium
Le John Elway Stadium est un stade de 4 000 places sur le campus de la Granada Hills High School de Granada Hills en Californie. 

## Histoire
Le stade est nommé d'après le quarterback John Elway des Broncos de Denver qui a étudié à cette école. 
C'est le stade principal des Highlanders de Granada Hills, l'équipe sportive de l'école, et l'ancien stade de l'équipe de football des Quakes de la San Fernando Valley jouant dans la Premier Development League de l'United Soccer Leagues.